# Ostrov (distrikt)
Ostrov (bulgariska: Остров) är ett distrikt i Bulgarien.   Det ligger i kommunen Obsjtina Orjachovo och regionen Vratsa, i den nordvästra delen av landet, 130 km nordost om huvudstaden Sofia.
Trakten runt Ostrov består till största delen av jordbruksmark. Runt Ostrov är det ganska glesbefolkat, med 43 invånare per kvadratkilometer.